# Synagoga w Gdańsku (ul. Na Piaski)
Synagoga w Gdańsku – synagoga znajdująca się w Gdańsku przy ulicy Na Piaskach (Stare Miasto). Była jedną z trzech ortodoksyjnych synagog w mieście. Rozebrana na początku II wojny światowej.

## Historia
Synagoga została zbudowana w 1932 roku. Obok sali modlitewnej mieściła się w niej również mała szkoła żydowska. W nocy z 29 na 30 sierpnia 1938 roku hitlerowcy obrzucali budynek kamieniami, co spowodowało duże zniszczenia. Na początku II wojny światowej synagoga została rozebrana.